# Lista de membros da Royal Society eleitos em 1703
Esta é uma lista de Membros da Royal Society eleitos em 1703.